# Jezerane
Jezerane falu Horvátországban, Lika-Zengg megyében. Közigazgatásilag Brinjéhez tartozik.

## Fekvése
Zenggtől 44 km-re északkeletre, községközpontjától 12 km-re északkeletre, a Lika északnyugati részén, Velebit és a Kis-Kapela hegység között a Jezerane-karsztmező északnyugati részén fekszik. Itt halad át a régi Jozefina-út (Duga Resa - Josipdol - Žuta Lokva – Zengg) és a korszerű Zágráb – Split autópálya.

## Története
A települést 1476-ban „Jezerin” néven említik először. 1499-ben említik az itteni Szűz Mária plébánia Grdin nevű plébánosát ("pop Grdin, plebanuš sv. Marije u Jezerah"). Lakossága a 16. században a sorozatos török támadások miatt elmenekült, a falu elnéptelenedett. A 17. század végén és a 18. század elején a török veszély megszüntével  katolikus horvátokkal teleptették be újra. Lakói a letelepítés fejében a török elleni harcokban katonai szolgálatot láttak el. A település a katonai határőrvidék részeként az otocsáni ezred brinjei századához tartozott. 1765-ben a brinjei és a jezeroi századot elválasztottrák az otocsáni ezredtől és az ogulini ezred parancsnoksága alá rendelték. Ez a beosztás a határőrvidékek megszüntetéséig 1881-ig fennmaradt. Plébániáját 1790-ben alapították újra Szent György tiszteletére. Mai templomát 1821-ben építették. 1857-ben 1862, 1910-ben 1771 lakosa volt. 1881-ben megszüntették a katonai határőrvidékeket és integrálták őket a polgári közigazgatásba. Iskoláját 1910-ben alapították. A trianoni békeszerződésig terjedő időszakban előbb Lika-Korbava vármegye Zenggi járásához, majd 1892-től a Brinjei járáshoz tartozott. Ezt követően előbb a Szerb–Horvát–Szlovén Királyság, majd Jugoszlávia része lett. Jugoszlávia felbomlása után 1991-ben a független Horvátország része lett. 2011-ben a településnek 311 lakosa volt, akik főként mezőgazdasággal, állattartással foglalkoznak, illetve a faiparban dolgoznak.

## Lakosság
| Lakosság változása | Lakosság változása | Lakosság változása | Lakosság változása | Lakosság változása | Lakosság változása | Lakosság változása | Lakosság változása | Lakosság változása | Lakosság változása | Lakosság változása | Lakosság változása | Lakosság változása | Lakosság változása | Lakosság változása | Lakosság változása |
| ------------------ | ------------------ | ------------------ | ------------------ | ------------------ | ------------------ | ------------------ | ------------------ | ------------------ | ------------------ | ------------------ | ------------------ | ------------------ | ------------------ | ------------------ | ------------------ |
| 1857               | 1869               | 1880               | 1890               | 1900               | 1910               | 1921               | 1931               | 1948               | 1953               | 1961               | 1971               | 1981               | 1991               | 2001               | 2011               |
| 1.862              | 1.847              | 1.717              | 1.833              | 1.886              | 1.771              | 1.564              | 1.405              | 1.223              | 981                | 848                | 811                | 566                | 547                | 375                | 311                |

## Nevezetességei
Szent György vértanú tiszteletére szentelt templomát 1821-ben építették, 1961-ben megújították.